# Dieter Meyer
Dieter Meyer (* 7. April 1940) ist ein ehemaliger deutscher Fußballspieler. Die Sturmspitze wurde in der Saison 1962/63 mit dem SV Werder Bremen mit 37 Treffern Torschützenkönig der damals erstklassigen Fußball-Oberliga Nord, vor Nationalstürmer Uwe Seeler mit 32 Toren. In drei Runden Oberliga Nord hat der „Sturmtank“ von 1960 bis 1963 in 86 Ligaspielen 79 Tore erzielt und belegt damit in der ewigen Torschützen-Rangliste gemeinsam mit Walter Schemel, Hans Hagenacker und Werner Heitkamp den 25. Rang.

## Leben und Karriere
Der 20-jährige Amateurfußballer Dieter Meyer vom TuS Dassendorf, vollzog zur Saison 1960/61 den Wechsel in das Vertragsspielerlager der Oberliga Nord, zum ASV Bergedorf 85. Bei den schwarz-weißen „Elstern“ vom Stadion Sander Tannen absolvierte die Offensivhoffnung an der Seite des ewigen Rekordspielers der Oberliga Nord, Otmar Sommerfeld (362-20), auf Anhieb alle 30 Ligaspiele und erzielte 18 Tore. Das in einer Mannschaft die lediglich 37 Rundentore erzielte und mit 23:37 Punkten knapp den rettenden 13. Rang belegte. Seine Trefferausbeute eröffnete er am 21. August 1960 bei einem 2:1-Auswärtserfolg gegen den VfL Osnabrück, als er sich als zweifacher Torschütze in der Oberliga Nord einführte. Auch gegen den VfV Hildesheim (3:1), Hannover 96 (2:1) und den Heider SV (2:0) glückten dem vormaligen Amateurspieler jeweils zweifache Torerfolge. In seiner zweiten Oberligarunde, 1961/62, steigerte er in 28 Ligaspielen seine Trefferquote auf 23 Tore und rangierte damit in der Torschützenliste hinter Uwe Seeler (28 Tore), den torgleichen Gerd Koll und Peter Osterhoff (je 27), sowie Jürgen Moll (26) auf dem 5. Rang. Bergedorf hatte in der Saison ein Torverhältnis von 45:55 Toren, der 1960 vom TSV Brunstorf-Dassendorf gekommene Stürmer, war mit 24 Treffern mit über 50 Prozent dafür verantwortlich. Der Nordvizemeister Werder Bremen unterbreitete dem Bergedorfer Torjäger ein Angebot und Meyer wechselte zur Saison 1962/63 zum Ligakonkurrenten Werder Bremen und wurde dort auf Anhieb mit 37 Treffern in nur 28 Spielen Torschützenkönig der Oberliga Nord. Uwe Seeler (32), Jürgen Moll und Lothar Ulsaß mit je 23 Toren, rangierten auf den Plätzen.
Mit Werder Bremen errang er in der Runde 1962/63 die Vizemeisterschaft hinter dem Hamburger SV. Der Verein erzielte dabei das Rekordergebnis von 102 Toren. Die Runde eröffnete Meyer mit Werder ausgerechnet gegen seinen vorherigen Verein aus Bergedorf. Am 19. August 1962 startete Werder mit einem 7:1-Heimerfolg gegen die „Elstern“ in die letzte Runde der alten erstklassigen Oberliga und der neue Mittelstürmer zeichnete sich sogleich mit drei Treffern dabei aus. Zum 3:2-Auswärtserfolg im zweiten Spiel bei Holstein Kiel waren zwei Treffer von Meyer zu registrieren und im zweiten Heimspiel am 2. September gegen Altona 93 bei einem 9:0 gar fünf Tore. Als der langjährige Dirigent und Torschütze Willi Schröder sich am 7. Oktober 1962 bei einem 1:0-Heimerfolg gegen Bremerhaven 93 aus der Oberliga verabschiedete, war wiederum Meyer der Torschütze des Tages. Nach elf Spieltagen wies Werder 20:2 Punkte mit 42:12 Toren auf und führte damit die Tabelle an. Der neue Torschütze der Grün-Weißen, der kräftig gebaute und ungemein schussstarke Mittelstürmer Meyer, hatte am 4. November bei einem 8:1-Heimsieg gegen den VfB Oldenburg vier Tore erzielt und damit insgesamt in den bisherigen elf Ligaspielen 22 Tore für Werder. In der Rückrunde zeichnete er sich nochmals am 17. März 1963 bei einem 5:2-Heimerfolg gegen Arminia Hannover als vierfacher Torschütze aus. Mit 16 beziehungsweise 14 Toren folgten Willi Soya und Gerhard Zebrowski auf den Plätzen der internen Werderrangliste.
Die Mannschaft von Trainer Georg Knöpfle zog als Nord-Vize nicht direkt in die Endrunde um die deutsche Meisterschaft 1963 ein. Zuvor stand ein Qualifikationsspiel gegen den 1. FC Nürnberg, den Vizemeister der Oberliga Süd, am 18. Mai 1963 in Ludwigshafen an. Vor 58.000 Zuschauern setzten sich die Franken mit 2:1 im Südweststadion vor 58.000 Zuschauern durch und erreichten damit die Runde der letzten acht Mannschaften. Der Werder-Angriff setzte sich an diesem Tag aus folgenden Spielern zusammen:
Gerhard Zebrowski, Klaus Hänel, Arnold Schütz, Willi Soya, Dieter Meyer.
In der Debütsaison der neuen Bundesliga, 1963/64, kam Meyer unter Trainer Willi Multhaup nur 15 Mal zum Einsatz, konnte dabei aber dennoch neun Treffer erzielen. Dies bedeutete in der vereinsinternen Torjägerliste der Saison Rang zwei hinter Kapitän Pico Schütz (11 Treffer).
Nach der Saison warb der neue deutsche Meister 1. FC Köln mit Trainer Knöpfle um Meyer, welcher jedoch von Werder Bremen keine Freigabe für einen Wechsel in der Bundesliga erhielt. Selbst Sampdoria Genua aus dem Fußballparadies Italien soll Interesse an dem Mann gehabt haben, der zwischen 1962 und 1964 in nur 43 Ligaspielen für Werder fantastische 45 Tore schoss. Meyer wollte seinen Wechsel listig erzwingen und erwirkte bei Werders Präsident Ries eine Freigabe für seinen Heimatverein Bergedorf 85. Er wollte nach dem Umweg über das gemütliche Bergedorf nach Genua oder Köln. Doch die Rechnung ging nicht auf: Dieter Meyer verletzte sich in einem Spiel gegen Bremerhaven 93 so schwer am Knöchel, dass er nie wieder der Alte wurde. Seine Fußballkarriere endete früh und unspektakulär in der Regionalliga Nord.
In den ersten zwei Regionalligarunden, 1964/65 und 1965/66, unterstrich Meyer mit insgesamt 39 Ligatoren noch einmal eindrucksvoll seine Torjägerqualitäten. Aber Bergedorf war mannschaftlich nicht so gut besetzt, dass die Abschlussqualitäten von Meyer zu einem Spitzenplatz geführt hätten.
Nach insgesamt 84 Regionalligaeinsätzen mit 50 Toren für Bergedorf beendete der Torjäger im Sommer 1968 seine höherklassige Laufbahn und schloss sich im Amateurlager der TSG Bergedorf an.
In späteren Jahren betrieb er ein Café in Wentorf.